# Clover Creek
Clover Creek es un lugar designado por el censo ubicado en el condado de Pierce en el estado estadounidense de Washington. En el año 2010 tenía una población de 6.522 habitantes.

## Geografía
Clover Creek se encuentra ubicado en las coordenadas 47°8′36″N 122°22′50″O / 47.14333, -122.38056.